# Alois Pultr
Alois Pultr (25. března 1906 Černožice – 12. listopadu 1992 Praha) byl český filolog, orientalista, překladatel, literární vědec a lexikograf považovaný za spoluzakladatele české koreanistiky. 

## Život
Narodil se v Černožicích nedaleko Hradce Králové. Vystudoval gymnázium ve Dvoře Králové nad Labem, které zakončil roku 1926, vysokoškolsky pak studoval výuku jazyků a stal se středoškolským profesorem.
Ve 30. letech 20. století se seznámil s mladým korejským archeologem Han Hŭng-suem v rámci jeho přednášek z oborů japanistiky a koreanistiky na Orientálním ústavu Československé akademie věd. To ještě více podnítilo Pultrův zájem o korejskou kulturu a poté, co se Han Hŭng-su roku 1943 natrvalo usadil v Praze, docházel k němu k praktickému osvojení jazyka. Z jejich spolupráce následně vzešel překlad románu autora Kim Nam-čchŏna Proud, považovaný za první moderní překlad korejského literárního díla do češtiny, v ČSR vydaný roku 1947. Stejně tak společně vytvořili Příruční slovník česko-korejský či Učebnici korejštiny, první českou učebnici korejštiny, následně přeloženou také do němčiny.
Po roce 1945 začal profesionálně působit v Orientálním ústavu, kde se stal vedoucím tzv. Školy orientálních jazyků. Od roku 1950 potom vedl samostatnou katedru koreanistiky, která byla zřízena na Filozofické fakultě Univerzity Karlovy spolu s katedrami sinologie a japanologie. V prostředí komunistického Československa a vypuknutí korejské války roku 1950 překládal texty týkající se konfliktu, v tomto politickém prostředí však pouze ze severokorejských zdrojů, včetně ideologických děl prózy a poezie. Pultrův spolupracovník a přítel Han Hŭng-su byl pak v této době nucen odcestovat z Evropy do Severní Koreje, kde se stal, patrně roku 1953, obětí zdejších politických čistek.
V rámci své akademické dráhy posléze dosáhl titulu docenta koreanistiky. Fakultu vedl až do roku 1974, kdy jej ve funkci nahradil koreanista Vladimír Pucek.
Alois Pultr zemřel 12. listopadu 1992 v Praze ve věku 86 let. Pohřben byl na hřbitově v rodných Černožicích.

## Dílo (výběr)
- Učebnice korejštiny (spolu s Han Hŭng-suem, 1947)
- Příruční slovník česko-korejský (spolu s Han Hŭng-suem, 1954)

### Překlady
- Proud (Kim Nam-čchŏn, spolu s Han Hŭng-suem, 1947)
- Pèktusan: Epopej korejských partyzánů (Čo Ki-Čchon, 1951)